# Run to the Light
Run to the Light è il terzo album in studio del gruppo musicale doom metal statunitense Trouble, pubblicato nel 1987.

## Tracce
Side 1
1. The Misery Shows – 5:36
2. Thinking of the Past – 3:52
3. On Borrowed Time – 5:26
4. Run to the Light – 6:02

Side 2
1. Peace of Mind – 3:03
2. Born in a Prison – 4:49
3. Tuesday's Child – 3:25
4. The Beginning – 5:26

## Formazione
- Eric Wagner - voce
- Bruce Franklin - chitarre
- Rick Wartell - chitarre
- Ron Holzner - basso
- Dennis Lesh - batteria